# Måna
|  | Der er også en elv ved navn Måna i Rauma i Møre og Romsdal |
Måna (Måne) er en elv i Tinn kommune i Vestfold og Telemark fylke i Norge. Den har sit udspring i Møsvatn, og løber gjennom Vestfjorddalen og Rjukan, før den munder ud i Vestfjorden i Tinnsjå. Systemet er en del av Tinnvassdraget og Skiensvassdraget.
Måna er stærkt udnyttet for vandkraftproduktion, med Vemork og Såheim som de største kraftværker. Elven dannede før reguleringen den berømte Rjukanfossen, som i dag kun får vand én gang om året.